# Geschiebemanagement

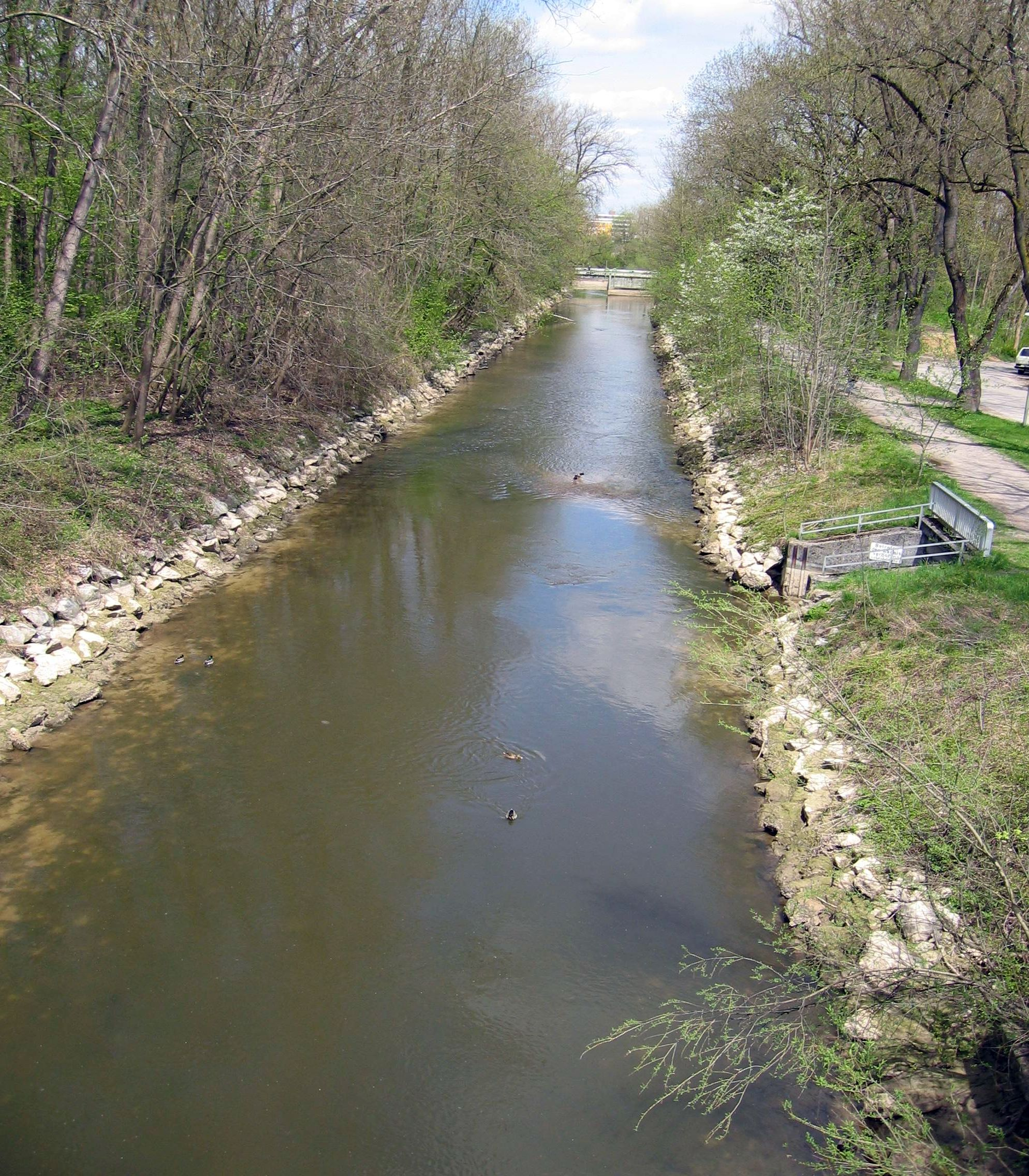
Die Störung des Geschiebehaushaltes (etwa durch Begradigung) zieht eine Flussbetteintiefung nach sich.

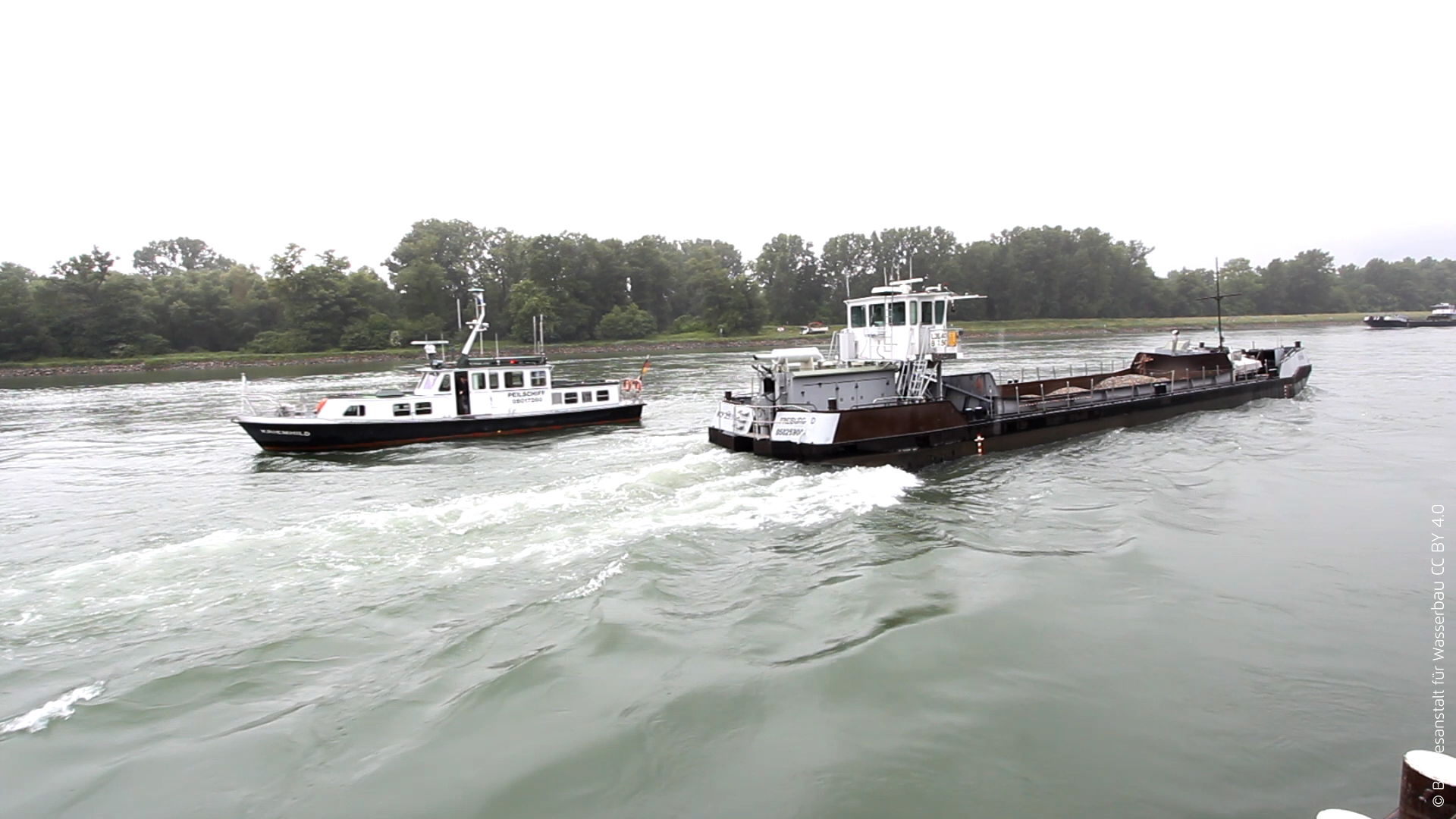
Klappschute und Peilschiff bei der Geschiebezugabe unterhalb der Staustufe Iffezheim

Geschiebemanagement umfasst alle wasserwirtschaftlichen Maßnahmen an einem Fließgewässer, die den Geschiebehaushalt verbessern sollen. Als Geschiebe werden Feststoffe bezeichnet, die das Gewässer mitführt. Störungen am Geschiebehaushalt eines Fließgewässers haben die Erosion des Flussbettes (Gewässersohle) und damit eine Eintiefung zur Folge. Es entstehen stellenweise tiefe Kolke, des Weiteren wird der Grundwasserstand abgesenkt. Durch die Absenkung des Grundwasserstandes können sich Auwälder entlang des Fließgewässers zurückbilden.
Aus diesen Gründen wird im Sinne des Geschiebemanagements ein dynamisches Sohlgleichgewicht angestrebt. Das bedeutet, dass sich der An- und der Abtransport von Geschiebe (so genannter Geschiebebetrieb) in etwa ausgleicht. Die Gewässersohle behält dabei dauerhaft ihre Höhenlage bei, weiterhin wird Geschiebe mit Hilfe des Abflusses zu Tal befördert. Zudem wird der Schifffahrtsverkehr dauerhaft ermöglicht und der Unterhaltungsaufwand für das Gewässer reduziert.

## Maßnahmen
Um den Geschiebehaushalt eines Fließgewässers zu verbessern, können verschiedene Maßnahmen angewendet werden. 
- Renaturierung des begradigten bzw. ausgebauten Flusses
- Geschiebezugabe (wie etwa an der Staustufe Iffezheim am Rhein[1])
- Verbesserung der Geschiebedurchgängigkeit an Flussbauwerken (Wehr- und Stauanlagen)
- Bereitstellung von Flächen zur Flussentwicklung (Retentionsgebiet oder Kiesbänke)
- Einrichtung von Buhnen (Lenkbuhnen) oder Leitwerken
- Stabilisierung der Gewässersohle